# Aeroportul La Gomera
Aeroportul La Gomera (în spaniolă Aeropuerto de La Gomera) (IATA: GMZ, ICAO: GCGM) este un aeroport din Playa Santiago⁠(d), Insulele Canare, Spania ce deservește zona Playa de Santiago⁠(d). Aeroportul a fost tranzitat în 2022 de 95.163 de pasageri. A fost deschis în iunie 1999.
Situat la o altitudine de 218 m, aeroportul dispune de 1 pistă. Este operat de ENAIRE⁠(d).

## Infrastructură

### Piste
Aeroportul dispune de o singură pistă. Pista 09/27 are suprafața de asfalt și dimensiunile 1.500 m × 30 m. 